# Francesco Allera Longo
Francesco Allera Longo (Donato, 24 settembre 1937 – agosto 2010) è stato un politico italiano.

## Biografia
Nato nel 1937 a Donato, nell'allora provincia di Vercelli, si iscrisse al Partito Socialista Italiano e venne eletto per la prima volta nel consiglio comunale di Aosta nel luglio 1970. Nella giunta ricoprì gli incarichi di assessore al commercio, viabilità e polizia urbana, e di assessore alla pubblica istruzione. Dal 6 settembre 1988 al 4 luglio 1989 fu sindaco di Aosta.
Morì nell'agosto 2010 mentre si trovava fuori dall'Italia.